# 阿拉蒂·萨哈
阿拉蒂·萨哈（1940年9月24日—1994年8月23日）是印度的孟加拉族长距离游泳运动员，阿拉蒂出生于印度加尔各答，四岁时就开始接触游泳。1959年9月29日，阿拉蒂·萨哈成为第一位横渡英吉利海峡的亚洲女性。